# 开心球
《开心球》（俄语：Смешарики）是俄罗斯电视动画，主要针对3至8岁的儿童，每集6分钟30秒。

## 人物
- 兔小跳 — 無憂無慮和焦躁不安的兔子。過度活躍。從事任何運動。
- 猬小弟 — 認真周到，知道如何從他最好的朋友創造的情況中找到出路-兔小跳
- 羊詩弟 — 寫詩，不斷做夢。詩人。
- 朱小美 — 豬時尚達人，世界開心球之美，她真的很想為她做功。
- 大嘴叔 — 他具有鮮明的藝術天賦，比大多數卡通人物年齡大，但和其他所有人一樣，他喜歡玩樂，並不會錯過一個假期。
- 巧老師 — 體育和精力充沛的貓頭鷹在退休。
- 农夫熊 — 他最喜歡的消遣是在他的花園裡挖。唯一會激怒這只善良的熊的東西-只有雜草和滑稽動作的兔子小跳
- 鹿教授 — 讀了許多書，一個狹窄圈子裡的著名科學家。
- 平博士 — 企鵝發明家。他可以從所有事物中收集任何東西，並且它會起作用。

## 網頁鏈接
- 官方網站 （页面存档备份，存于） (俄語)
- 互联网电影数据库（IMDb）上《开心球》的资料（英文）